# AKS-74U
Pour les articles homonymes, voir Aksu.
 (mai 2016).
L'AKS-74U ou AKSU est la version compacte du fusil d'assaut AK-74. Ses faibles dimensions le font quelquefois classer dans la catégorie « Pistolet-mitrailleur ». Il est connu de millions de téléspectateurs pour figurer en arrière-plan des vidéos d'Oussama ben Laden.

## Présentation
En 1979 apparaît l'AKS-74U ou AKSU, une version beaucoup plus courte surtout destinée aux forces spéciales, aux équipages de blindés, extrêmement compacte car longue de 490 mm crosse repliée. L'AKS-74U est l'un des plus petits fusils d'assaut raccourcis. Le canon est beaucoup plus court avec 210 mm seulement et l'évent de prise de gaz a été rapproché de la chambre, ouvrant la culasse plus tôt donc augmentant la cadence de tir. Ce canon ne permet toutefois pas un tir soutenu, réduit la précision et implique une flamme et une détonation à la bouche importantes, ce qui rend l'arme particulièrement inconfortable à tirer et plus facile à repérer pour l'ennemi. Il a inspiré des copies ou des variantes aux industriels polonais, bulgares, est-allemands et yougoslaves voire américains.

## Autres noms
- AKSU-74
- AKR-74
- Krinkov
- AK-74U

## Pays utilisateurs

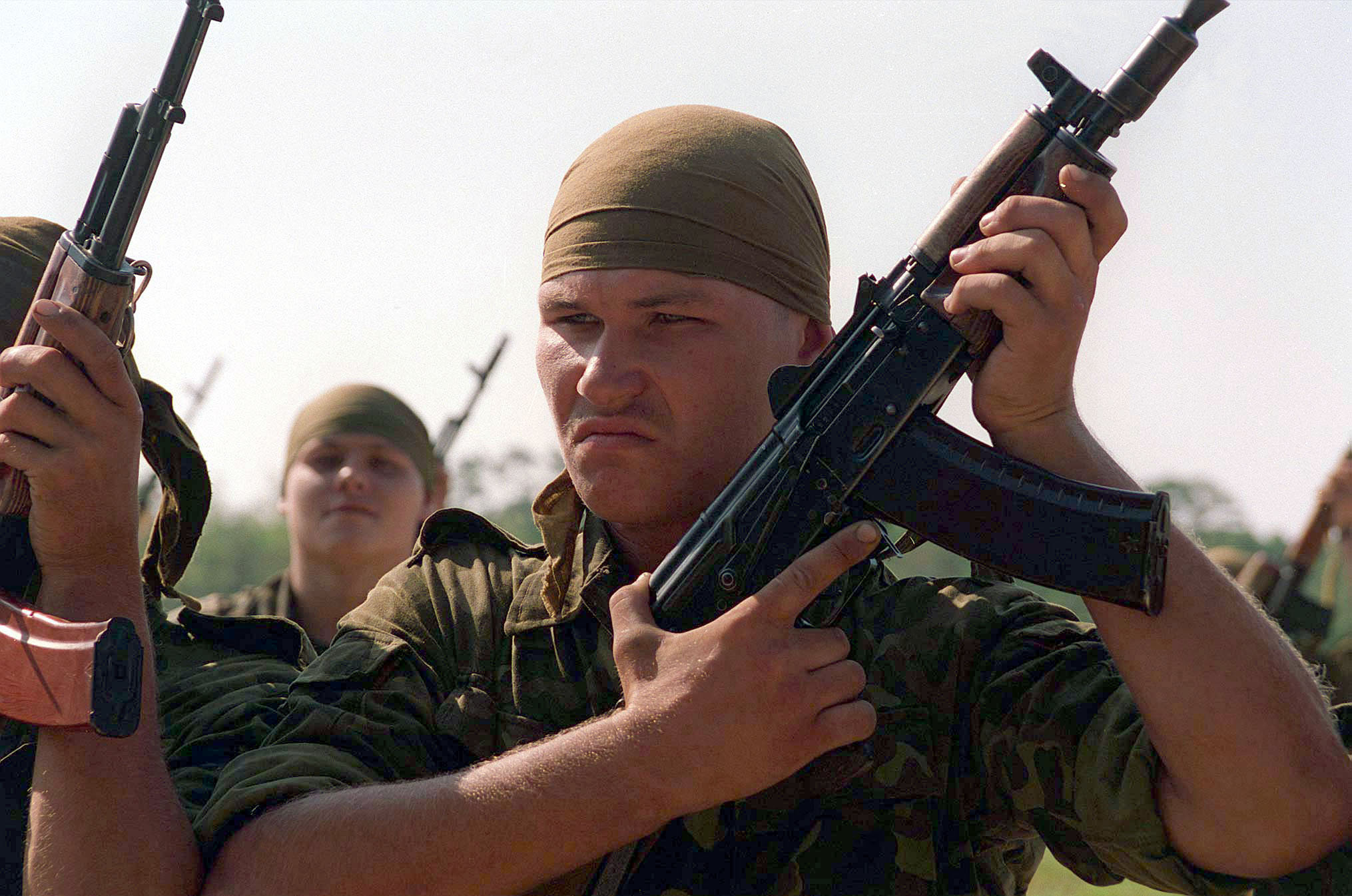
Fusilier-Marin ukrainien avec un AKS-74U

| - Afghanistan - reste de l'occupation soviétique. - Algérie - Arménie - Azerbaïdjan - Biélorussie - Bulgarie - Cuba - Estonie - Géorgie - Indonésie | - Irak - Iran - Kazakhstan - Kirghizistan - Lettonie - Liban - Lituanie - Moldavie - Mongolie | - Russie - Tadjikistan - Turkménistan - Ukraine - Ouzbékistan - Union soviétique |

## Guerres de l'AKS-74U
- Guerre d'Afghanistan (1979-1989)
- Guerre d'Afghanistan (2001)
- Première guerre de Tchétchénie (de 1994 à 1996)
- Seconde guerre de Tchétchénie (de 1999 à 2000)